# Sax Rohmer
Arthur Henry Sarsfield Ward (15 de fevereiro de 1883, Birmingham, Inglaterra— White Plains, Nva Iorque, 1 de junho de 1959), mais conhecido por Sax Rohmer, foi um prolífico romancista inglês, lembrado principalmente por sua série de romances sobre o mestre do crime, Dr. Fu Manchu.